# Hercostomus albibarbus
Hercostomus albibarbus är en tvåvingeart som beskrevs av Negrobov 1976. Hercostomus albibarbus ingår i släktet Hercostomus och familjen styltflugor. Inga underarter finns listade i Catalogue of Life.